# Конесвил (Ајова)
Конесвил (енгл. Conesville) град је у америчкој савезној држави Ајова. По попису становништва из 2010. у њему је живело 432 становника.

## Демографија
Према попису становништва из 2010. у граду је живело 432 становника, што је 8 (1,9%) становника више него 2000. године.
| Група             | 2000.       | 2010.       |
| Белци             | 173 (40,8%) | 156 (36,1%) |
| Афроамериканци    | 0 (0,0%)    | 3 (0,7%)    |
| Азијати           | 1 (0,2%)    | 7 (1,6%)    |
| Хиспаноамериканци | 250 (59,0%) | 272 (63,0%) |
| Укупно            | 424         | 432         |